# Arcidiocesi di Regina

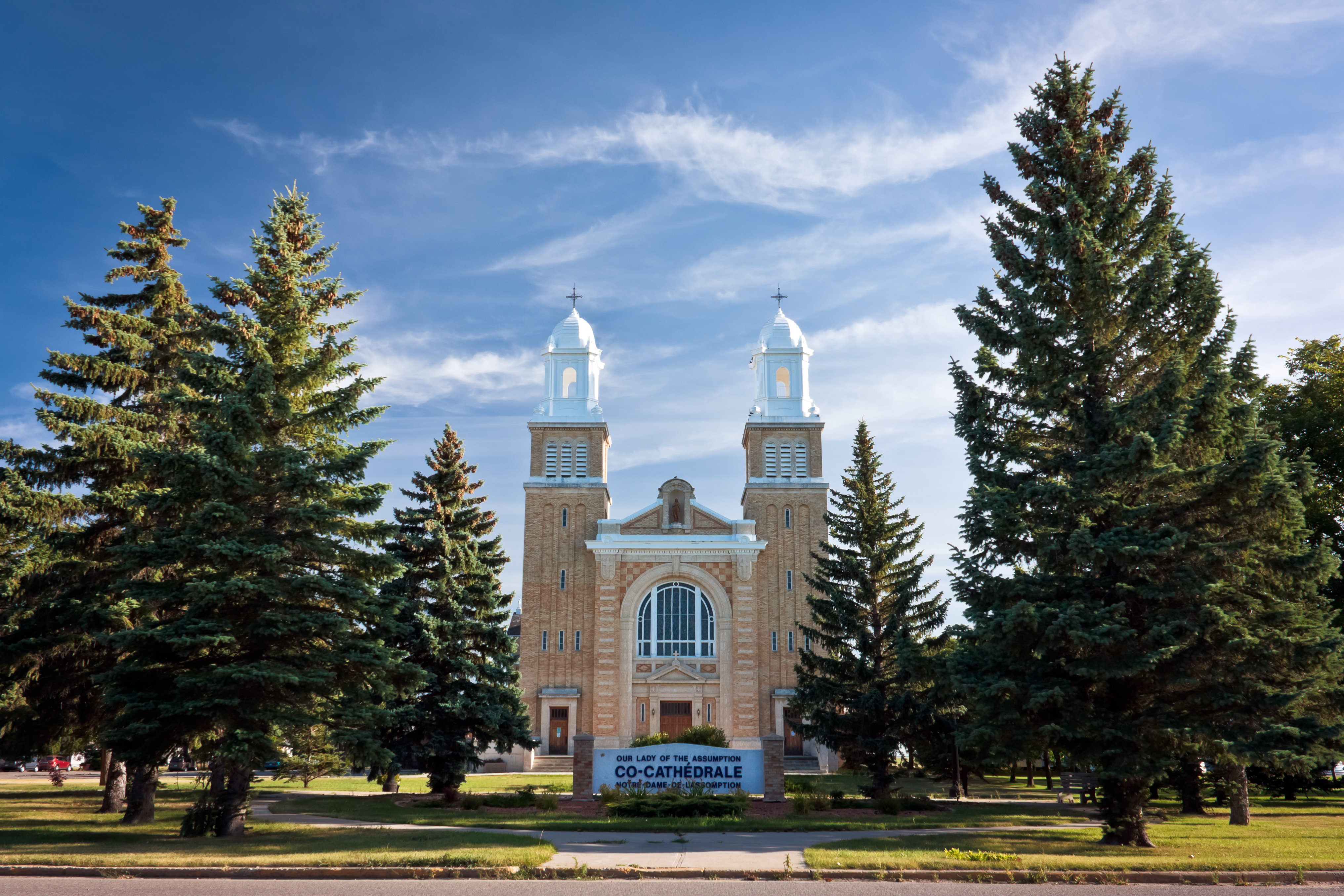
La concattedrale dell'Assunzione di Maria Vergine a Gravelbourg.

L'arcidiocesi di Regina (in latino: Archidioecesis Reginatensis) è una sede metropolitana della Chiesa cattolica in Canada. Nel 2022 contava 143.000 battezzati su 473.000 abitanti. È retta dall'arcivescovo Donald Joseph Bolen.

## Territorio
L'arcidiocesi comprende la parte meridionale della provincia canadese del Saskatchewan.
Sede arcivescovile è la città di Regina, dove si trova la cattedrale del Santo Rosario. A Gravelbourg si trova la concattedrale dell'Assunzione di Maria Vergine.
Il territorio si estende su 151.375 km² ed è suddiviso in 141 parrocchie.

### Provincia ecclesiastica
La provincia ecclesiastica di Regina, istituita nel 1915, comprende le seguenti suffraganee
- diocesi di Prince Albert;
- diocesi di Saskatoon.

## Storia
La diocesi di Regina fu eretta il 4 marzo 1910, ricavandone il territorio dall'arcidiocesi di Saint-Boniface, di cui era originariamente suffraganea.
Il 4 dicembre 1915 è stata elevata al rango di arcidiocesi metropolitana con la bolla Inter praecipuas di papa Benedetto XV.
Il 31 gennaio 1930 ha ceduto una porzione del suo territorio a vantaggio dell'erezione della diocesi di Gravelbourg; quando questa fu soppressa il 14 settembre 1998, il suo territorio fu diviso fra l'arcidiocesi madre e la diocesi di Saskatoon.

## Cronotassi dei vescovi
Si omettono i periodi di sede vacante non superiori ai 2 anni o non storicamente accertati.
- Olivier Elzéar Mathieu † (21 luglio 1911 - 26 ottobre 1929 deceduto)
- James Charles McGuigan † (31 gennaio 1930 - 22 dicembre 1934 nominato arcivescovo di Toronto)
- Peter Joseph Monahan † (26 giugno 1935 - 6 maggio 1947 deceduto)
- Michael Cornelius O'Neill † (4 dicembre 1947 - 26 settembre 1973 ritirato)
- Charles Aimé Halpin † (24 settembre 1973 - 16 aprile 1994 deceduto)
- Peter Joseph Mallon † (9 giugno 1995 - 30 marzo 2005 ritirato)
- Daniel Joseph Bohan † (30 marzo 2005 - 15 gennaio 2016 deceduto)
- Donald Joseph Bolen, dall'11 luglio 2016

## Statistiche
L'arcidiocesi nel 2022 su una popolazione di 473.000 persone contava 143.000 battezzati, corrispondenti al 30,2% del totale.
| anno | popolazione | popolazione | popolazione | presbiteri | presbiteri | presbiteri | presbiteri                | diaconi | religiosi | religiosi | parrocchie |
| anno | battezzati  | totale      | %           | numero     | secolari   | regolari   | battezzati per presbitero | diaconi | uomini    | donne     | parrocchie |
| ---- | ----------- | ----------- | ----------- | ---------- | ---------- | ---------- | ------------------------- | ------- | --------- | --------- | ---------- |
| 1950 | 70.000      | 425.000     | 16,5        | 175        | 101        | 74         | 400                       |         | 74        | 385       | 225        |
| 1966 | 100.000     | 435.000     | 23,0        | 176        | 102        | 74         | 568                       |         | 136       | 477       | 101        |
| 1970 | 100.000     | 435.000     | 23,0        | 163        | 98         | 65         | 613                       |         | 85        | 350       | 101        |
| 1976 | 91.325      | 431.906     | 21,1        | 137        | 78         | 59         | 666                       |         | 62        | 294       | 193        |
| 1980 | 92.000      | 435.000     | 21,1        | 139        | 88         | 51         | 661                       |         | 56        | 270       | 188        |
| 1990 | 126.500     | 461.000     | 27,4        | 110        | 75         | 35         | 1.150                     |         | 39        | 178       | 176        |
| 1999 | 127.710     | 454.865     | 28,1        | 111        | 85         | 26         | 1.150                     |         | 31        | 187       | 167        |
| 2000 | 127.750     | 454.890     | 28,1        | 96         | 77         | 19         | 1.330                     | 2       | 24        | 170       | 167        |
| 2001 | 126.000     | 448.000     | 28,1        | 86         | 75         | 11         | 1.465                     | 3       | 16        | 145       | 167        |
| 2002 | 126.000     | 448.000     | 28,1        | 94         | 79         | 15         | 1.340                     | 2       | 20        | 150       | 165        |
| 2003 | 126.000     | 448.000     | 28,1        | 100        | 88         | 12         | 1.260                     | 3       | 17        | 128       | 167        |
| 2004 | 120.000     | 392.000     | 30,6        | 98         | 83         | 15         | 1.224                     | 3       | 21        | 119       | 168        |
| 2010 | 125.800     | 412.000     | 30,5        | 102        | 88         | 14         | 1.233                     | 2       | 19        | 79        | 167        |
| 2014 | 131.000     | 432.000     | 30,3        | 93         | 73         | 20         | 1.408                     | 2       | 27        | 64        | 167        |
| 2017 | 135.485     | 446.160     | 30,4        | 88         | 72         | 16         | 1.539                     | 4       | 21        | 56        | 147        |
| 2020 | 140.800     | 463.700     | 30,4        | 84         | 68         | 16         | 1.676                     | 12      | 20        | 49        | 141        |
| 2022 | 143.000     | 473.000     | 30,2        | 85         | 69         | 16         | 1.682                     | 11      | 20        | 51        | 141        |